# King's Bounty
King's Bounty је потезна видео игра коју је 1990. године дизајнирао Џон Ван Канегем, а објавила је компанија New World Computing. У игри, играч преузима улогу краља Максимуса који има задатак да поврати Скиптар реда (Scepter of Order) од злих сила које предводи Арех Драгонбрет. Ова игра се често сматра претходником чувеног серијала Heroes of Might and Magic.
Године 2008. објављена је нова верзија под називом King's Bounty: The Legend, а касније су уследили и наставци као што су Armored Princess, Crossworlds, Warriors of the North, Dark Side и King's Bounty II.

## Начин игре
Игра се одвија тако што играч води свог јунака преко четири континента, покушавајући да сакупи 25 делова мапе који откривају тајну локацију Скиптра реда. Међутим, није нужно сакупити све делове мапе – ако играч пре времена открије где се Скиптар налази, може победити игру. Ако не успе у томе пре него што краљ Максимус умре, игра се завршава неуспехом.
Свака недеља у игри доноси нови задатак који краљ даје играчу, а то је да лоцира и порази 17 непријатеља распоређених широм света. Победа доноси новац и делове мапе, који откривају више информација о локацији Скиптра. На свом путу, играч може да пронађе различита блага, артефакте и ресурсе који му помажу у даљем напретку.
Један од важнијих аспеката игре је управљање војском. Играчу је омогућено да регрутује различите јединице, али треба водити рачуна о њиховом односу једних према другима – неке јединице се међусобно слажу, док лоше комбинације смањују морал војске, што утиче на њихову ефикасност у борби.
Игра омогућава избор између четири класе хероја: варварин, витез, мађионичар и паладин. Свака од ових класа има своје специфичности и јединствене стилове игре, од почетних јединица до вештина и прихода. Када дође до сукоба са непријатељима, борба се одвија по потезима, а херој може користити различите магије – од телепортације до стварања нових јединица или наношења штете непријатељима.

## Верзије игре
Игра је оригинално објављена за DOS, али верзије за Amiga и Sega Mega Drive/Genesis донеле су бројне промене. На пример, у Mega Drive верзији игре армије се крећу у реалном времену, што чини игру знатно тежом, док је графика у Amiga верзији побољшана.

## Веза са Heroes of Might and Magic
King's Bounty је имао велики утицај на серијал Heroes of Might and Magic. Обе игре је дизајнирао Џон Ван Канегем, а деле сличне механике игре, као што су развој јунака и стратешке борбе. У приручнику за Heroes III, Ван Канегем је признао да је King's Bounty директно инспирисао серијал Heroes of Might and Magic.

## Наследници
Године 2007, руски издавач 1C Company откупио је права на King's Bounty и удружио се са студиом Katauri Interactive из Калињинграда како би развио нову верзију игре. Радни назив игре био је Battle Lords, али је коначно објављена 2008. године под именом King's Bounty: The Legend.
Следеће године, 2009, објављена је игра King's Bounty: Armored Princess, која је користила исти гејм енџин као и The Legend, али је у центар пажње ставила нову јунакињу и унела мање измене у играње.
Године 2010. изашао је додатак за Armored Princess под називом King's Bounty: Crossworlds, који је функционисао као самостална игра. Овај додатак је укључивао експанзију Orcs on the March, две нове кампање и уређивач за креирање мапа и сценарија.
Године 2012, објављен је King's Bounty: Warriors of the North, користећи исти енџин као и претходне игре, али са новим јединицама, херојем и причом. Експанзија Ice and Fire је уследила 2014. године, доносећи нове локације, јединице и јединствени систем моћи за јединице.
Године 2014, објављен је King's Bounty: Dark Side, где играчи преузимају улогу на страни таме и боре се против снага светлости.
Најновији наставак серијала, King's Bounty II, објављен је 2021. године као директан наставак The Legend.

## Фан пројекти
Године 1992, објављен је неофицијални наставак под називом King's Bounty 2, дело украјинског програмера Сергеја Прокофјева. Игра је објављена само на руском језику и никада није преведена на енглески.
У августу 2015, објављена је игра Royal Bounty HD, која је унела многе елементе из Heroes of Might and Magic серијала у концепт оригиналне игре King's Bounty.
Истог месеца, руски програмер Сергеј Марков објавио је бесплатну неофицијалну верзију оригиналне игре, задржавајући исту графику, али продужујући причу и додајући многе научне шале и нове објекте.

## King's Bounty друштвене игре
Године 1991, Task Force Games објавио је друштвену игру King's Bounty. Као и у видео игри, играчи имају задатак да пронађу и заробе непријатеље, мада су имена непријатеља промењена у односу на видео игру. Иако је Ван Канегем дизајнирао оригиналну видео игру, у дизајну друштвене игре учествовали су други аутори.
У време када је Task Force Games био у власништву New World Computing, обе компаније су покушале да у кратком року избаце своје производе. Друштвена и видео игра објављене су у размаку од девет месеци, а након тога је New World Computing продао Task Force Games Џону Олсену. Како би избегли забуну између две игре различитих компанија, нове верзије King's Bounty су добиле назив Heroes of Might and Magic.

## Оцене
Критичари часописа Computer Gaming World похвалили су игру, наводећи да иако је релативно кратка (игра може бити завршена за око шест сати), временско ограничење, узбудљиве борбе и могућност стицања моћи чине је веома забавном.
Игра је оцењена у часопису Dragon (#166) од стране Џагера Мконела, где је добила оцену 3 од 5. Верзија за DOS тестирана је 1992. године у истом часопису (#187), добивши исту оцену. Сајт Sega-16.com је, због утицаја који је игра имала на серијал Heroes of Might and Magic, дао верзији за Sega Mega Drive оцену 10.